# Непальская кухня

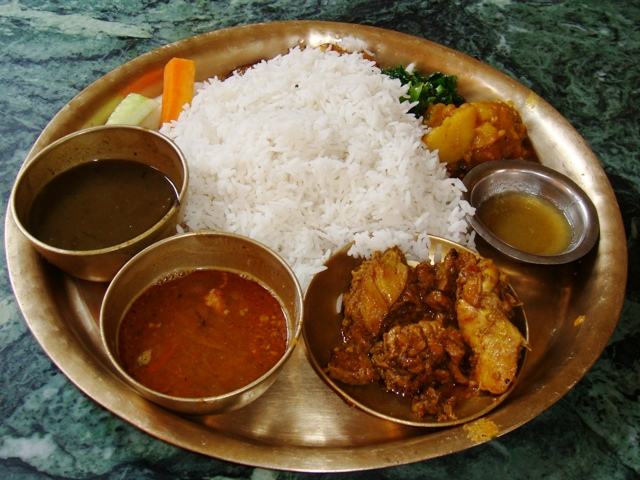
Традиционное непальское блюдо — дал-бат

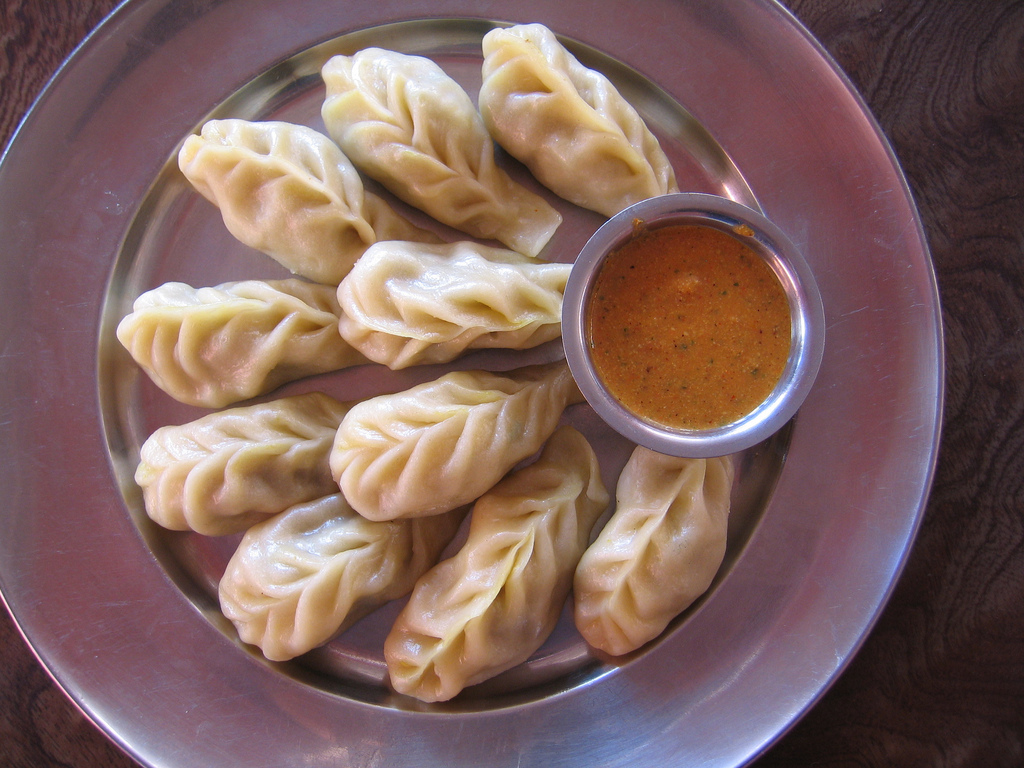
Момо — популярное в Непале блюдо. Происходит из тибетской кухни

Непа́льская ку́хня (непальск. नेपाली व्यञ्जन) — совокупность кулинарных традиций народов, населяющих государство Непал. Развивалась под влиянием индийской и тибетской кухни. В современной непальской кухне присутствуют также элементы европейской кухни.
Для непальской кухни характерно использование разнообразных приправ, таких как пажитник, кориандр, зира, куркума, имбирь, чеснок, перец. Пищу в Непале обычно готовят на древесном угле, что придаёт ей особый вкус.

## Блюда и напитки
К наиболее известным блюдам непальской кухни относятся:
- Дал-бат (или тхали) — блюдо, популярное на всей территории Непала. Основными компонентами блюда являются варёный рис и дал (густой чечевичный суп). Также, к дал-бату могут подаваться овощи, карри, лепёшки и йогурты
- Момо — пельмени с начинкой из мяса, картофеля, овощей, сыра и т. п. Подаётся с острым соусом.
- Секува[англ.] — шашлык из мяса буйвола, свинины, баранины или курятины
- Тукпа — тибетский суп с лапшой
- Йомари[англ.] — рисовый хлеб со сладкой начинкой. Неварцы готовят йомари к фестивалю Йомари-Пунхи[англ.]
- Наан — лепёшка из пшеничного теста
- Чапати — лепёшка из пшеничной муки
- Цампа — каша из ячменной, рисовой или пшеничной муки
- Пападам — тонкая лепёшка из чечевичной муки
- Масала-чай — чай с молоком и специями
- Ракши[англ.] — крепкий алкогольный напиток из проса или риса, получаемый методом дистилляции

Помимо блюд, распространённых на всей территории Непала, каждая из населяющих страну народностей имеет также свои собственные рецепты, основанные на местных традициях и доступных в данном регионе продуктах. Так, лимбу принесли в Непал кинему, ферментированные соевые бобы, которые едят с карри.

## Этикет
По традиции непальцы едят пищу правой рукой (левая рука считается «грязной» и касаться ею пищи не принято), но иногда могут использовать и столовые приборы. В туристических местах, как правило, столовые приборы всегда имеются в наличии.
Несмотря на то, что кастовая система в Непале постепенно утрачивает своё значение, в некоторых консервативных семьях всё ещё придерживаются строгих кастовых правил, в том числе и при приёме пищи. Согласно этим правилам, например, запрещается есть блюдо, приготовленное или поданное представителем более низкой касты.